# Bedale
Bedale est une ville et une paroisse civile du Yorkshire du Nord, en Angleterre. Elle est située à une dizaine de kilomètres au sud-ouest de Northallerton. Au moment du recensement de 2011, elle comptait 3 156 habitants. 